# مرسيدس بنز الفئة إس إل
تصنع السيارة مرسيدس الفئة إس إل من قبل شركة مرسيدس بنز الألمانية منذ عام 1954 ، وقد انتج أول نموذج من هذه السيارة باستخدام أبواب تفتح لأعلى كجناح الطائر وهي نفس طريقة فتح أبواب الطراز SLS موديل 2009 . وقد صنع خمسة أجيال من هذه السيارة علماً بأن الجيل الخامس صنع نسخة جديدة منه لسنة 2011 وهي مجرد تعديلات لا ترتقي لتسميتها جيلاً سادساً من السيارة.

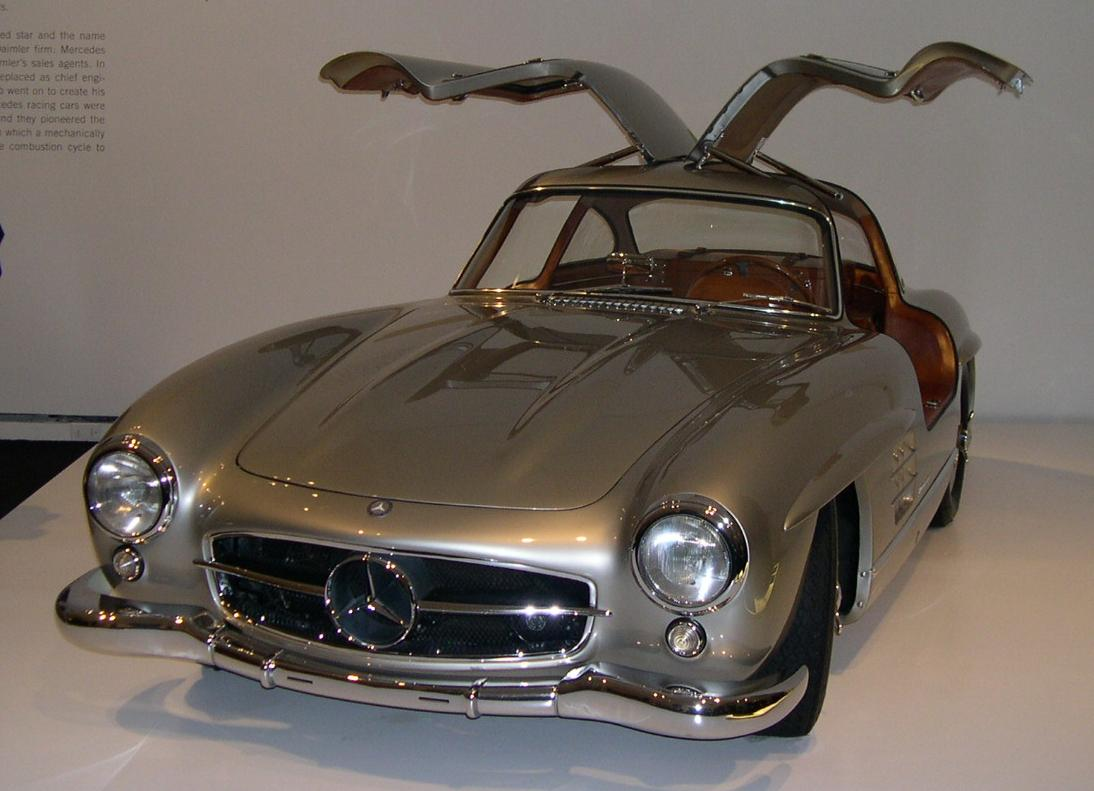
النموذج الأول من السيارة عام 1954

## من 1954 وحتى 1963
نجح طراز إس إل 300 ذات الأبواب المجنحة والذي انتج عام 1954 وظل ينتج حتى عام 1957 وكان مزوداً بمحرك ذو قدرة حصانية تبلغ 215 حصان، بينما انتج طراز 300 إس إل الرودستر _أي ذات السقف المكشوف وبغطاء متحرك ومرن_ منذ عام 1955 وحتى عام 1963 وكانت قوته الحصانية تبلغ 225 حصان، وكذلك كان هناك طراز ثالث وهو 190 إس إل صنع منذ 1955 وحتى عام 1963 بيعت منه 25,881 وكانت السيارة مزودة بمحرك ذو 4 اسطوانات قادراً على توليد 105 أحصنة.

## مرسيدس إس إل موديل 1954
- لتبقى منافسة في سباقات السيارات الرياضية، صنعت شركة (مرسيدس- بنز) مجموعة من سيّارات (300 إس إل كوبيه) بهياكل خارجية معدنية من الألومنيوم. وفي البداية لم ترغب (مرسيدس) بصنع إصدار خاصّ بالطرق من سيّارة السباق الشهيرة هذه، إلا أن تاجراً من (نيويورك) يدعى (ماكس هوفمان) طلب منهم صنع 1000 مركبة من هذا الطراز ليولد بذلك الإصدار الخاص بالسير على الطرق من (300 إس إل). سعر هذه السيارات الابتدائيّ كان يبلغ 6820 دولار ثمّ ارتفع مع نهاية الإنتاج إلى 8902 دولار.
- كانت السيّارة مطروحة بمحرّك مستقيم بست اسطوانات تلقائي التزوّد بالهواء سعة 3 لتر يولّد قوة 249 حصان متّصل بناقل تروس يدوي رباعي السرعات. وبالإضافة إلى هيكلها الخارجي خفيف الوزن زوّدت (مرسيدس) سيّارتها المعدنية بنوافذ مصنوعة من (بليكسيغلاس) وبنوابض رياضية قصيرة وماصّات صدمات أقسى، وعمدان حدبات أفضل وإطارات جذّابة من نوع (رودج ويتوورث). تنطلق السيارة من سرعة صفر إلى 100 كم/س في 5.8 ثانية لتصل لإعلى سرعة قصوى تبلغ 150 ميل/س.

## منذ عام 1963 وحتى عام 1971

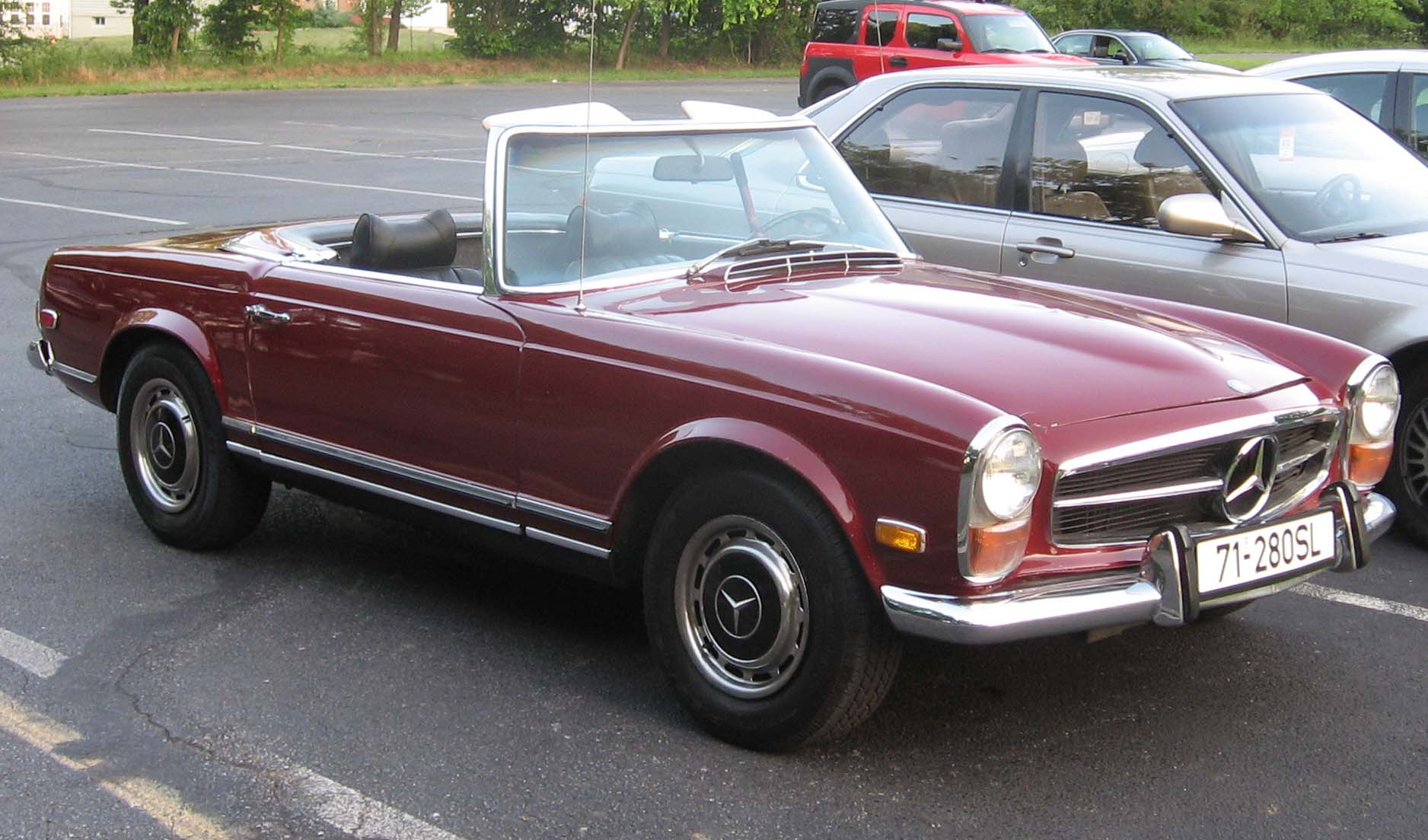
الجيل الثاني من السيارة إس إل والذي تم إنتاجه عام 1963

في هذه الفترة صنعت ثلاث نسخ تبدأ بطراز 230 إس إل ذو الست اسطوانات وهو يعتبر جيلاً جديداً من السيارة حيث تم تغيير تصميمها بالكامل والغيت الأبواب المجنحة التي كانت تستخدم في الطراز الأول، واستبدلت بأبواب عادية وكذلك انتج الكوبيه رودستر من هذه السيارة والتي أتت بسقف صلب قابل للانفصال عن السيارة، وفي عام 1967 أجريت تغييرات على المحرك وإنتجت النسخة الثانية من هذه السيارة تحمل رقم 250 إس إل، ثم بعد ذلك صنع طراز 280 إس إل بقوة حصانية تبلغ 180 حصان.

## مرسيدس بنز إس إل 63 إيه إم جي 2013
- للمرة الأولى ستتوفّر (إس إل 63 إيه إم جي) الجديدة لعام 2013 بإمكانية الاختيار بين نوعين؛ الإصدار العاديّ من محرّك (V8) بسعة 5.5 لتر والمزوّد بشاحن توربينيّ مزدوج بقوّة 530 حصان عند سرعة دوران 5,500 دورة في الدقيقة وبعزم دوران يبلغ 800 نيوتن/م لينطلق بالسيارة من صفر إلى 100 كم/س في 4.3 ثانية وإلى 200 كم/س في 12.9 ثانية بسرعة قصوى محدّدة إلكترونياً تبلغ 250 كم/س.
- مع حزمة (إيه إم جي) الأدائية الاختيارية ترتفع قدرة محرّك (V8) إلى 556 حصان ويرتفع عزم الدوران إلى 900 نيوتن/م، وينخفض وقت التسارع من صفر إلى 100 كم/س إلى 4.2 ثانية وإلى 200 كم/س في 12.6 ثانية، بينما ترتفع السرعة القصوى إلى 300 كم/س. تقول (مرسيدس) أنه وفي كلتا الحالتين، لا يتجاوز معدّل استهلاك (إس إل 63 إيه إم جي) 9.9 لتر لكل 100 كم، وهذا يعني انخفاضاً بمقدار 30% أو ما يعادل 4.2 لتر عن الطراز السابق.
- ويعمل ناقل تروس (إيه إم جي سبيدشفت إم سي تي) ذو السبع سرعات على نقل القوة إلى الإطاراين الخلفيّين، ويتمتّع بأربع وضعيات؛ (سي) الفعالية المُحكمة، و (إس) الرياضية، و (إس +) الرياضية الفائقة، و (إم) اليدوية.
- أحد أبرز ميزات الفئة (إس إل) الجديدة هي الهيكل الخارجي المصنوع من الألومنيوم الشبيه بهيكل (إس إل إس - إيه إم جي سوبر سبورت) والذي يخفّض الوزن بمقدار 242 باوند مقارنة بالطراز السابق، بينما يخفض هيكل (إس إل 63 إيه إم جي) المصنوع من الكاربون فايبر والمغطى بالبلاستيك 33 باوند إضافية ليصل إجمالي تخفيض الوزن إلى 275 باوند عن الطراز السابق، ليبلغ وزن الطراز الجديد 4,067 باوند.
- ولتحسين التحكّم بالسيارة، زُوّدت (إس إل 63 إيه إم جي) بنظام تعليق أقوى مع نظام التحكّم المتغيّر بالهيكل، وبمكابح ضخمة مع أقراص قياس 390 ملم وستّ اسطوانات مثبّتة على الإطارين الأماميّين وأقراص قياس 360 ملم واسطوانة واحدة متحرّكة على الإطارين الخلفيّين، إلى جانب إطارات معدنية قياس 19 إنش، ويتوفّر إطارات قياس 20 إنش كميزة إضافية. وما يميّز (إس إل 63 إيه إم جي) عن شقيقاتها من طراز (إس إل) العاديّ، الحزمة الديناميكية الهوائية والأنابيب الخلفية الخارجية الأربعة بالإضافة إلى لمسات (إيه إم جي) في الداخل مثل المقاعد الرياضيّة الخاصّة والفرش الجلديّ من نوع (نيبا) بلون أو لونين والتزيين الداخلي المصنوع من ألياف الكربون.
- سيارة مرسيدس بنز (إس إل) الجديدة لعام 2013 ستكون بسعر يبلغ 157,675 يورو لطراز (إس إل 63 إيه إم جي) و189,269 لإصدار (إيديشن 1)، بينما تكلّف إضافة حزمة (إيه إم جي) الأدائية 14,280 يورو

## معرض صور

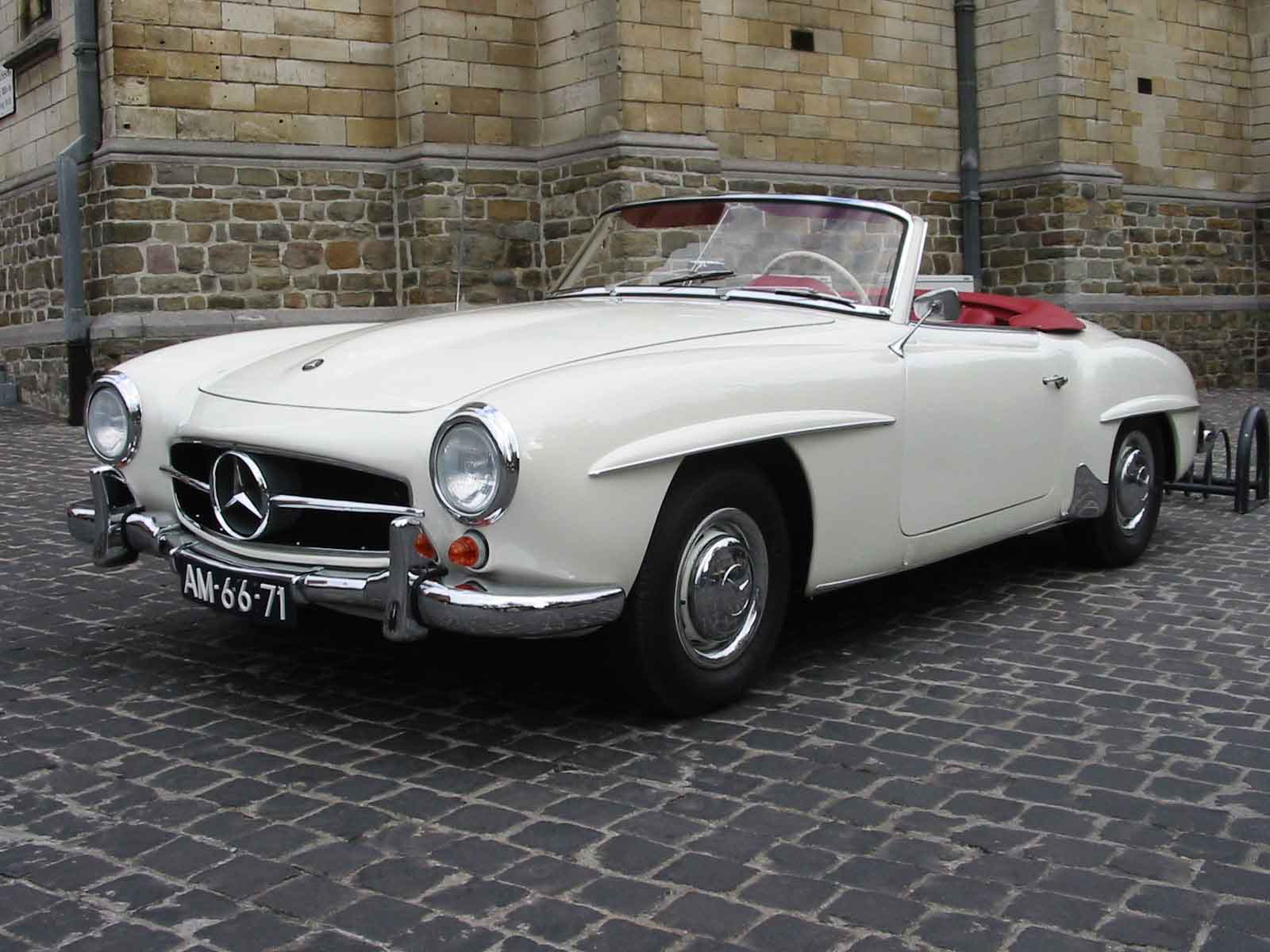
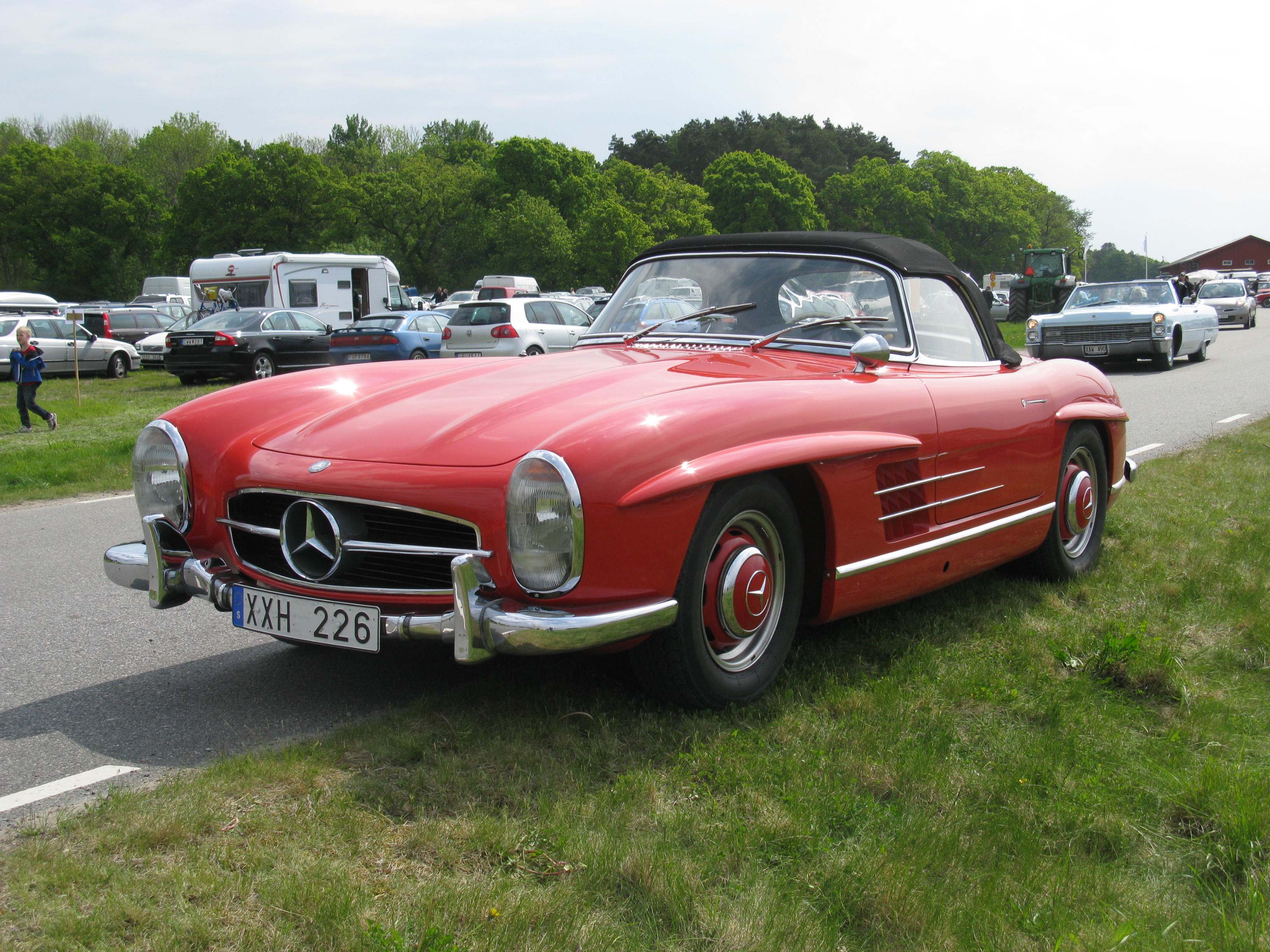
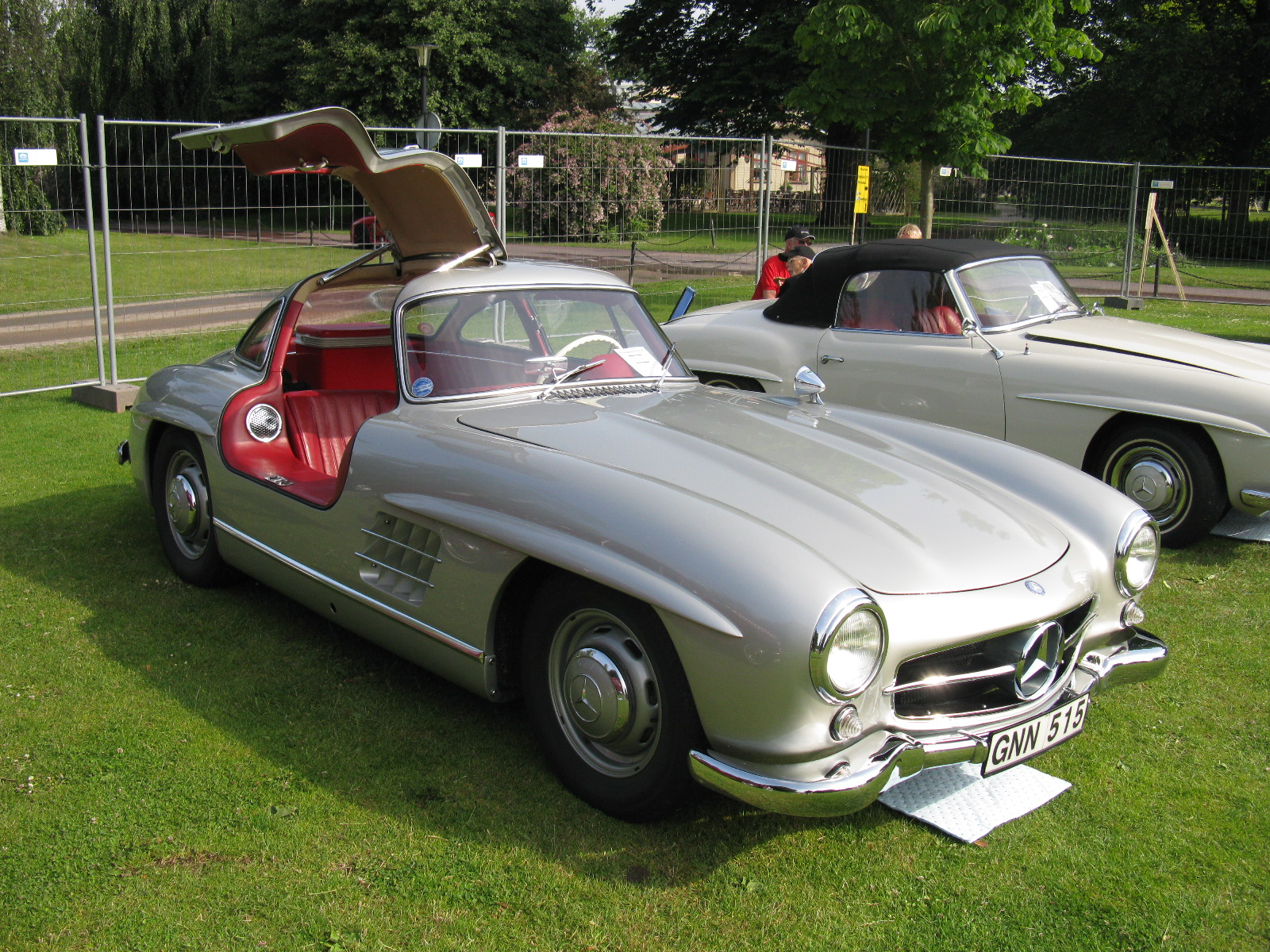